# Яромель
Яромель (укр. Яромель, до 1989 г. — Йосиповка) — село в Киверцовской городской общине Луцкого района Волынской области Украине.
Код КОАТУУ — 0721887207. Население по переписи 2001 года составляет 83 человека. Почтовый индекс — 45214. Телефонный код — 3365. Занимает площадь 10,974 км².

## История
В 1946 году указом ПВС УССР село Юзефин переименовано в Йосиповку.
До 2020 года входило в Киверцовский район.